# 卡尔斯州 (俄罗斯帝国)
卡爾斯州（Карсская область）是俄羅斯帝國在高加索地區設立的一個州。面積1.65萬平方俄里。1897年人口290,654人。
其大部份土地是在1877年-1878年俄土戰爭後從鄂圖曼帝國手上奪取的。1921年根據《卡爾斯條約》歸還土耳其。